# 若荒雄匡也
若荒雄 匡也（わかこうゆう まさや、 1984年2月24日 - ）は、千葉県船橋市出身で阿武松部屋所属に所属していた元大相撲力士。本名は八木ヶ谷 匡也（やきがや まさや）、愛称はマサヤ。苗字は後述する理由から母方のものを名乗っており、旧姓は不明。現役時代の体格は身長180cm、体重172kg、血液型はO型、星座は魚座。得意技は突き押し、引き。最高位は西小結（2012年1月場所）。現在は年寄・不知火。

## 来歴

### 関取昇進まで
千葉県船橋市で生まれ、2歳のときに父親を交通事故で失い、母親の手で育てられる。小学生低学年のころから親戚の家の近くにあった阿武松部屋に出入りしており、阿武松部屋が主催する相撲教室である「キッズ阿武松」で相撲を学んだ。こうした幼少期からの縁もあって後年八木ヶ谷は「阿武松部屋の秘蔵っ子」と評されるようになる。船橋市立宮本中学校卒業間際の1999年3月場所に初土俵を踏む。三段目までは順調に昇進したが、三段目で苦労し、2002年9月場所に幕下に上がったものの、1場所で三段目に陥落した。2003年には2場所連続しての休場もあったが、同年11月場所には7戦全勝で三段目優勝を果たし、2004年1月場所において幕下に復帰した。
2006年9月場所には西幕下5枚目で5勝2敗と勝ち越し、翌11月場所では自己最高位の西幕下筆頭にまで番付を上げたが、2勝5敗と負け越してしまい、関取への昇進は果たせなかった。2007年1月場所と続く3月場所でも負け越し、夏5月場所は東幕下29枚目まで番付を落としたが、その場所では5勝2敗と勝ち越しを果たし、続く7月場所でも4勝3敗と勝ち越し、東幕下15枚目と幕下上位まで再び番付を上げた翌9月場所では6勝1敗の好成績を挙げ、西幕下3枚目まで番付を上げた翌11月場所でも4勝3敗と勝ち越した。そして11月場所後の番付編成会議で十両への昇進が決定し、同時に四股名を本名の「八木ヶ谷」から「若荒雄」と改めた。この四股名は阿武松が自分にとって最も大切な弟子のために温存した四股名であるとも言われる。

### 新十両から引退まで
新十両で迎えた2008年1月場所では7勝8敗と負け越し、1場所で幕下へ陥落したものの、翌3月場所では東幕下2枚目で5勝2敗と勝ち越し、十両に復帰した翌5月場所では8勝7敗と十両で初めての勝ち越しを決めた。その後は連相撲が多く十両で勝ち越すことができなかったが、2009年3月場所で11勝4敗の好成績を挙げ、続く5月場所でも西十両2枚目の位置で9勝6敗と勝ち越しを果たし、翌7月場所において新入幕を果たした。しかし、その7月場所では4勝11敗と大敗し、翌9月場所では十両へ陥落した。
2010年5月場所において再入幕を果たすと、その5月場所において10勝5敗という好成績を挙げて幕内では自身初となる勝ち越しを果たした。しかし、同年5月場所中に発覚した大相撲野球賭博問題において野球賭博に関与したとの理由で、特別調査委員会から翌7月場所での謹慎休場を勧告され、自己最高位となる東前頭8枚目で迎えた7月場所を全休し、翌9月場所では再び十両へ陥落した。
2011年1月場所に3回目の入幕を果たし、同年11月場所では西前頭9枚目の位置で優勝次点となる12勝3敗の好成績を挙げて、自身初となる敢闘賞を受賞した。翌2012年1月場所では新三役となる西小結へと一気に昇進した。これにより阿武松部屋から初となる三役力士が誕生した。だが、その1月場所では5勝10敗と大きく負け越した。同年5月場所では10勝5敗という好成績を挙げたものの、東前頭3枚目の位置まで番付を戻した翌7月場所では横綱・大関陣には全く勝つことができずに3勝12敗という大敗に終わった。同年11月場所で4勝11敗と大敗し、翌2013年1月場所では十両へ陥落した。
2013年7月場所には東十両12枚目まで下がり、わずか1年で上位総当たりの地位から十両下位まで番付を落とした事を心配され幕下陥落も危惧されていたが、8勝7敗と7場所ぶりに勝ち越した。2014年5月場所は西十両11枚目の番付で土俵に上がったものの、5勝10敗の大敗を喫したことで33場所連続で務めた関取の地位から陥落。1場所で十両に返り咲いたものの、再十両となった同年9月場所は西十両14枚目の番付で13日目に負け越しが決定して再び幕下へ陥落することが確実となり、この日のうちに30歳で引退を発表。引退会見では「悔いは一つもない。いろいろな方に支えられ、素質以上のものを出させていただいた」と涙ながらに感謝を語り、思い出の取組として再十両を確定させた同年7月場所の7番相撲を挙げた。引退に際して阿武松も「多彩な技や反射神経もなく、簡単に三役になれる力士ではなかった。よく小結まで上がったと思う。肩と腰はボロボロだが、懸命に頑張ってくれた」とねぎらいの言葉を送っていた。2015年1月31日に国技館で断髪式を行い、450人がハサミを入れたが、この人数は、雑誌『相撲』によると水戸泉、大乃国に次ぐ3番目の多さである。

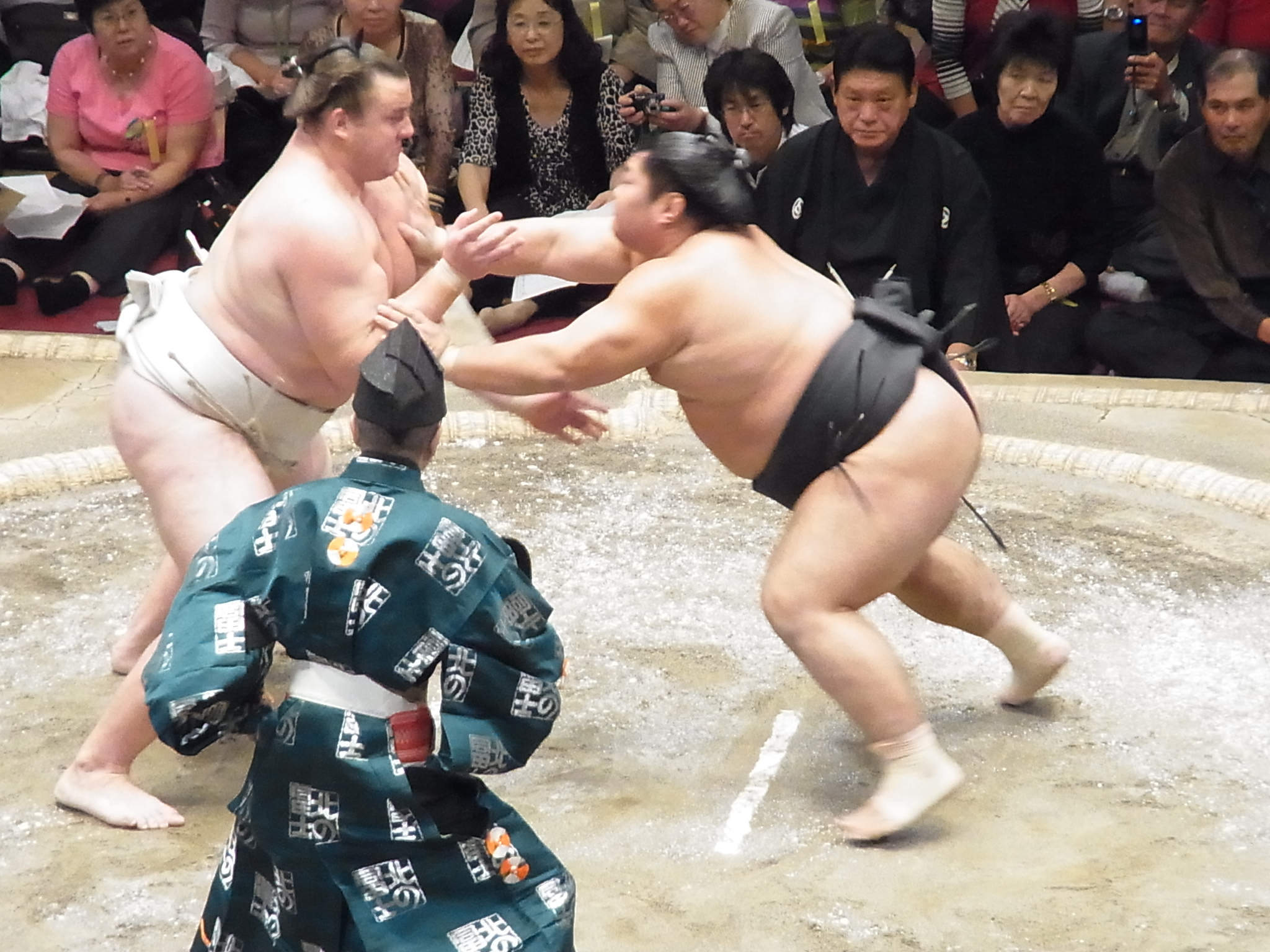
明治神宮例祭奉祝 奉納70回全日本力士選士権大会 相手は把瑠都関（2011年10月3日撮影）

### 引退後
引退後は年寄・12代不知火を襲名して、阿武松部屋で後進の指導に当たっている。
協会の職務では、2015年9月7日付で相撲教習所の担当に任命された。本場所中は決まり手係も担当している。

## エピソード
- 初土俵・新十両が同期の霧の若との対戦では時間前に立つことが多く見られた。
- 2008年9月場所では4勝3敗から八番相撲に勝ち5勝3敗としたが、八番相撲は通常5敗以上している力士が組まれることが多く、3敗、4敗力士の八番相撲は1972年3月場所の青葉山以来36年半ぶりであった。
- 2009年6月29日、NHK第一放送・ラジオジャーナルのスポーツコーナーで地元小学生ファンとの交流が取り上げられた。
- 十両に陥落した2013年1月場所の千秋楽、高見盛との対戦に敗れているが、この取組終了後に高見盛が引退表明したため、若荒雄が最後の対戦相手となった。
- 『ONE PIECE』のキャラクターのフィギュアを自身の宝物として大事にしている[7]。
- 雑誌『相撲』では2000年に入ってから特製番付の得意技覧に「引き技」と紹介される力士が現在に至るまで数人しかないが、若荒雄は2013年11月号58頁に得意技として記載された。
- 普段温厚な人物である影響からか典型的な場所相撲（本場所に限って強いという意）の力士であり稽古場ではかなり弱かったという。
- 日本相撲協会公式YouTubeの発起人と言われている。
- 2022年名古屋場所で新型コロナウイルスに感染した15代鳴戸の代役として、9日目から勝負審判を行った。

## 取り口
概して長めのリーチを活かして突きで相手を後退させてからそのまま押し出すか途中で引き落としや叩き込みで仕留める相撲を取った。三段目時代までは前に出る相撲に徹していたが幕下から引き技を取り入れるようになった。2011年11月場所に挙げた12勝中引き・叩きが7番を数えていたことなどから苦言を呈されることがある一方で、全盛期には高い圧力の突き押しにより相手が分かってても引きを食ってしまうことから新三役特集で「引き技も立派な技能」と評価されることもあった。十両に陥落してからは出足が鈍り引き技の精度も落ちているが、それまでのように離れて相撲を取るだけでなく徐々に左四つに組む場面が増えた。

## 主な成績

### 通算成績
- 通算成績：466勝444敗29休 勝率.512
- 幕内成績：89勝106敗15休 勝率.456
- 十両成績：167勝176敗 勝率.487
- 現役在位：93場所
- 幕内在位：14場所
- 三役在位：1場所（小結1場所）
- 十両在位：23場所

### 各段優勝
- 三段目優勝：1回（2003年11月場所）

### 場所別成績
| | 一月場所 初場所（東京） | 三月場所 春場所（大阪） | 五月場所 夏場所（東京）   | 七月場所 名古屋場所（愛知） | 九月場所 秋場所（東京） | 十一月場所 九州場所（福岡） |
| --- | ----------------------- | ----------------------- | ------------------------- | --------------------------- | ----------------------- | --------------------------- |
| 1999年 （平成11年） | x                       | （前相撲）              | 東序ノ口18枚目 4–3        | 東序二段151枚目 3–4         | 西序ノ口5枚目 6–1       | 西序二段71枚目 2–5          |
| 2000年 （平成12年） | 東序二段99枚目 4–3      | 西序二段69枚目 5–2      | 西序二段25枚目 4–3        | 西序二段5枚目 4–3           | 西三段目88枚目 4–3      | 東三段目70枚目 3–4          |
| 2001年 （平成13年） | 西三段目90枚目 3–4      | 西序二段4枚目 4–3       | 東三段目86枚目 5–2        | 西三段目55枚目 4–3          | 東三段目39枚目 4–3      | 西三段目25枚目 3–4          |
| 2002年 （平成14年） | 西三段目43枚目 4–3      | 西三段目27枚目 2–5      | 東三段目55枚目 6–1        | 東三段目3枚目 4–3           | 西幕下55枚目 3–4        | 東三段目7枚目 1–6           |
| 2003年 （平成15年） | 西三段目43枚目 6–1      | 東幕下55枚目 休場 0–0–7 | 東三段目37枚目 休場 0–0–7 | 東三段目96枚目 6–1          | 東三段目38枚目 5–2      | 東三段目11枚目 優勝 7–0     |
| 2004年 （平成16年） | 西幕下9枚目 3–4         | 西幕下17枚目 1–6        | 西幕下46枚目 2–5          | 東三段目9枚目 4–3           | 西幕下59枚目 5–2        | 西幕下43枚目 2–5            |
| 2005年 （平成17年） | 東三段目4枚目 4–3       | 西幕下55枚目 4–3        | 東幕下46枚目 5–2          | 東幕下28枚目 2–5            | 東幕下44枚目 3–4        | 西幕下52枚目 1–6            |
| 2006年 （平成18年） | 西三段目23枚目 6–1      | 東幕下43枚目 6–1        | 西幕下18枚目 5–2          | 西幕下9枚目 5–2             | 東幕下5枚目 5–2         | 西幕下筆頭 2–5              |
| 2007年 （平成19年） | 東幕下11枚目 3–4        | 西幕下18枚目 3–4        | 東幕下29枚目 5–2          | 西幕下19枚目 4–3            | 東幕下15枚目 6–1        | 西幕下3枚目 4–3             |
| 2008年 （平成20年） | 東十両14枚目 7–8        | 東幕下2枚目 5–2         | 東十両13枚目 8–7          | 西十両10枚目 5–10           | 東幕下筆頭 5–3          | 西十両7枚目 6–9             |
| 2009年 （平成21年） | 西十両9枚目 7–8         | 東十両11枚目 11–4       | 西十両2枚目 9–6           | 東前頭16枚目 4–11           | 西十両6枚目 6–9         | 西十両9枚目 9–6             |
| 2010年 （平成22年） | 東十両4枚目 8–7         | 西十両筆頭 9–6          | 東前頭15枚目 10–5         | 東前頭8枚目 出場停止 0–0–15 | 東十両6枚目 8–7         | 東十両筆頭 10–5             |
| 2011年 （平成23年） | 東前頭14枚目 9–6        | 八百長問題 により中止   | 西前頭10枚目 8–7          | 東前頭3枚目 5–10            | 西前頭6枚目 6–9         | 西前頭9枚目 12–3 敢         |
| 2012年 （平成24年） | 西小結 5–10             | 東前頭5枚目 7–8         | 東前頭6枚目 10–5          | 東前頭3枚目 3–12            | 西前頭10枚目 6–9        | 西前頭13枚目 4–11           |
| 2013年 （平成25年） | 東十両3枚目 6–9         | 東十両7枚目 6–9         | 東十両9枚目 6–9           | 西十両12枚目 8–7            | 西十両11枚目 7–8        | 西十両11枚目 8–7            |
| 2014年 （平成26年） | 西十両8枚目 6–9         | 東十両11枚目 7–8        | 西十両11枚目 5–10         | 東幕下3枚目 4–3             | 西十両14枚目 引退 5–8–0 | x                           |
| 各欄の数字は、「勝ち-負け-休場」を示す。 優勝 引退 休場 十両 幕下 三賞：敢=敢闘賞、殊=殊勲賞、技=技能賞 その他：★=金星 番付階級：幕内 - 十両 - 幕下 - 三段目 - 序二段 - 序ノ口 幕内序列：横綱 - 大関 - 関脇 - 小結 - 前頭（「#数字」は各位内の序列） |                         |                         |                           |                             |                         |                             |

1. ↑  2010年7月場所は野球賭博関与に伴う謹慎休場

### 幕内対戦成績
| 力士名   | 勝数 | 負数 | 力士名   | 勝数 | 負数 | 力士名     | 勝数 | 負数 | 力士名   | 勝数 | 負数 |
| -------- | ---- | ---- | -------- | ---- | ---- | ---------- | ---- | ---- | -------- | ---- | ---- |
| 碧山     | 1    | 2    | 朝赤龍   | 1    | 2    | 旭日松     | 0    | 1    | 安美錦   | 0    | 4    |
| 阿覧     | 0    | 2    | 隠岐の海 | 4    | 2    | 魁皇       | 1    | 0    | 魁聖     | 3    | 0    |
| 臥牙丸   | 0    | 2    | 鶴竜     | 1    | 2    | 春日王     | 0    | 1    | 稀勢の里 | 0    | 3    |
| 北太樹   | 2    | 2    | 木村山   | 2    | 3    | 旭天鵬     | 2    | 2    | 豪栄道   | 1    | 5    |
| 光龍     | 1    | 1    | 黒海     | 2    | 1    | 琴欧洲     | 1    | 2    | 琴春日   | 1    | 0    |
| 琴奨菊   | 0    | 3    | 磋牙司   | 1    | 0    | 佐田の富士 | 2    | 1    | 霜鳳     | 1    | 1    |
| 常幸龍   | 0    | 1    | 翔天狼   | 3    | 3    | 松鳳山     | 1    | 2    | 蒼国来   | 1    | 0    |
| 隆の山   | 1    | 0    | 高見盛   | 1    | 1    | 髙安       | 3    | 1    | 宝富士   | 2    | 0    |
| 豪風     | 0    | 6    | 玉乃島   | 1    | 0    | 玉鷲       | 1    | 3    | 千代大龍 | 1    | 2    |
| 千代の国 | 1    | 0    | 出島     | 1    | 0    | 天鎧鵬     | 1    | 1    | 時天空   | 6    | 2    |
| 土佐豊   | 1    | 2    | 栃煌山   | 2    | 3    | 栃ノ心     | 3    | 2    | 栃乃洋   | 2    | 2    |
| 栃乃若   | 3    | 1    | 豊桜     | 1    | 0    | 豊ノ島     | 0    | 3    | 豊響     | 4    | 3    |
| 白馬     | 1    | 0    | 白鵬     | 0    | 3    | 把瑠都     | 0    | 3    | 日馬富士 | 0    | 2    |
| 富士東   | 3    | 2    | 武州山   | 0    | 1    | 普天王     | 1    | 0    | 豊真将   | 0    | 2    |
| 北勝力   | 1    | 0    | 雅山     | 4    | 3    | 妙義龍     | 2    | 0    | 猛虎浪   | 0    | 2    |
| 山本山   | 1    | 0    | 芳東     | 1    | 0    | 嘉風       | 3    | 4    | 若の里   | 4    | 0    |

## 改名歴
- 八木ヶ谷 匡也（やきがや まさや）1999年3月場所 - 2007年11月場所
- 若荒雄 匡也（わかこうゆう - ）2008年1月場所 - 2014年9月場所

## 年寄名変遷
- 不知火 匡也（しらぬい まさや）2014年9月26日 -